# Trichostomum nodiflorum
Trichostomum nodiflorum là một loài rêu trong họ Pottiaceae. Loài này được Müll. Hal. mô tả khoa học đầu tiên năm 1898.